# Xã Harrison, Quận Hamilton, Ohio
Xã Harrison (tiếng Anh: Harrison Township) là một xã thuộc quận Hamilton, tiểu bang Ohio, Hoa Kỳ. Năm 2010, dân số của xã này là 13.934 người.